# Cachimana (cràter)
Cachimana és un cràter sobre la superfície del planeta nan Ceres, situat amb el sistema de coordenades planetocèntriques a 86.3 ° de latitud nord i 226.7 ° de longitud est. Fa un diàmetre de 18 km. El nom va ser fet oficial per la UAI l'onze d'agost del 2017 i fa referència a Cachimana, déu de la vegetació que madura el gra i controla les estacions del cultiu de les tribus Atabapo i Inirida a Veneçuela.